# Municipio de Cuapiaxtla de Madero
El municipio de Cuapiaxtla de Madero (AFI: [kwa'piaʃtɬ͡a]) (del nahuatl: cuáhuitl; piáztic; tlan ‘árbol; largo, alto; lugar de abundancia’‘Lugar donde abundan los árboles altos’) es uno de los 217 municipios del estado mexicano de Puebla. Su cabecera municipal es la población de Cuapiaxtla de Madero que se localiza a 50 km de la ciudad de Puebla de Zaragoza, capital del estado.

## Geografía
Cuapiaxtla de Madero se encuentra en el valle de Tepeaca, en el centro oriente del estado de Puebla. Tiene una superficie de 52,25 km². Limita al norte con Los Reyes de Juárez; al oriente, con Tecamachalco y San Salvador Huixcolotla; al sur con Tochtepec; y al poniente con Tepeaca y Santo Tomás Hueyotlipan. Por la región donde se ubica, el relieve es plano. El territorio del municipio es atravesado por el Atoyac. El caudal de este río alimenta el distrito de riego de Tepeaca, del que forma parte el canal de Valsequillo que también pasa por el término cuapiaxteco.